# Agonita macrophthalma
Agonita macrophthalma es un coleóptero de la familia Chrysomelidae.
Fue descrita científicamente por primera vez en 1922 por Gestro.